# Stanisław Olchawa
Stanisław Olchawa (ur. 20 lutego 1905 w Starych Brodach (Galicja), zm. 14 grudnia 1990 w Katowicach) – polski lekarz i społecznik, związany z katowicką dzielnicą Szopienice.

## Życiorys
Był absolwentem Uniwersytetu Jana Kazimierza we Lwowie, którą to uczelnię ukończył w 1929 roku, uzyskując tytuł dyplom doktora nauk lekarskich. Po odbyciu służby wojskowej podjął pracę w jako lekarz w lecznicach Spółki Brackiej w Katowicach i Chorzowie. W 1935 roku zamieszkał w Szopienicach, gdzie pracował i szkolił kadry Polskiego Czerwonego Krzyża. Podczas kampanii wrześniowej 1939 roku służy w stopniu majora rezerwy w jednostkach Armii Kraków, pracując w szpitalach polowych. Okres okupacji spędził w Szopienicach, powróciwszy do praktyki lekarskiej. Po zakończeniu II wojny światowej pracował m.in. w Państwowym Urzędzie Repatriacyjnym, organizując pomoc dla rannych powracających z obozów koncentracyjnych. Szkolił również kadry PCK. W latach 1945–1955 był członkiem Miejskiej Rady Narodowej w Szopienicach, gdzie przewodniczył Komisji Zdrowia. Dzięki jego staraniom na terenie Szopienic oraz Mysłowic zorganizowano szereg placówek służby zdrowia, w tym poradnie przeciwgruźlicze oraz pediatryczne. Od 1954 roku kierował przychodniami na terenie Szopienic, pracując również jako lekarz higieny szkolnej. W 1977 roku z powodu utraty wzroku musiał zrezygnować z praktyki lekarskiej. Poza obowiązkami zawodowymi zasłużył się również dla organizacji szopienickiego życia sportowego oraz dla powstania tutejszego VI Liceum Ogólnokształcącego im. Jana Długosza.
Imię Stanisława Olchawy nosi jedna z ulic na terenie dzielnicy Szopienice (łącząca ulice: Obrońców Westerplatte i bpa Herberta Bednorza). Nazwa ta została nadana uchwałą Rady Miejskiej Katowic z dnia 26 stycznia 1995 roku.